# Tipula convexifrons
Tipula convexifrons är en tvåvingeart som beskrevs av Holmgren 1883. Tipula convexifrons ingår i släktet Tipula och familjen storharkrankar. Inga underarter finns listade i Catalogue of Life.